# Rhipha leucoplaga
Rhipha leucoplaga là một loài bướm đêm thuộc phân họ Arctiinae, họ Erebidae.